# Moszczanka (województwo wielkopolskie)
Moszczanka – wieś w Polsce położona w województwie wielkopolskim, w powiecie ostrowskim, w gminie Raszków. Leży ok. 7 km na północ od Ostrowa Wlkp. w pobliżu drogi powiatowej Raszków-Szczury i linii kolejowej Poznań-Katowice (stacja Biniew).
Miejscowość do roku 1920 nazywała się Raszkówek Kolonia z racji faktu, że zasiedlali ją głównie Niemcy sprowadzani od 1886 przez Pruską Komisję Kolonizacyjną. Druga część Raszkówka, zlokalizowana bliżej miasta, w okolicy zabudowań dworskich, funkcjonowała jako gmina Raszkówek. Niemiecka nazwa miejscowości brzmiała Raschwege, co w tłumaczeniu oznacza drogę do Raszkowa. Po odzyskaniu przez Polskę niepodległości nazwę zmieniono na Moszczanka (30 kwietnia 1920).
Przed 1932 rokiem miejscowość położona była w powiecie odolanowskim, w latach 1932–1975 w powiecie ostrowskim, w latach 1975-1998 w województwie kaliskim i od 1999 w powiecie ostrowskim. 
W latach 1954–1959 wieś należała i była siedzibą władz gromady Moszczanka, po jej zniesieniu w gromadzie Raszków.